# Eduard von Falz-Fein
Pour les articles homonymes, voir Falz et Fein.
Édouard Alexandrovitch von Falz-Fein, né le 14 septembre 1912 à Gavrilovka (Empire russe) et mort le 17 novembre 2018 à Vaduz (Liechtenstein), est un homme d'affaires, journaliste et dirigeant sportif liechtensteinois né russe.

## Biographie
Le baron Édouard (Eddy) Alexandrovitch von Falz-Fein est né le 14 septembre 1912 à Gavrilovka (oblast de Kherson actuel, Empire russe) dans le palais des Falz-Fein. Il est le fils d'Alexandre Édouardovitch Falz-Fein (1864-1919) et de Véra Nikolaievna Epantchine (1886-1977). Il a passé une grande partie de son enfance dans les propriétés de sa famille paternelle en Ukraine (région de Kherson), en particulier à Askania-Nova.
Après la révolution russe, il a vécu avec sa mère et sa sœur Thaïs à Nice. Il est devenu journaliste sportif, proche de Maurice et de Jacques Goddet, et fut correspondant de L'Auto pour les Jeux olympiques de Berlin en 1936.
Il a servi de « diplomate sportif » à l'origine du mouvement olympique au Liechtenstein et de vice-président du Comité olympique du Liechtenstein au milieu des années trente. En 1951 et de 1953 à 1973, il a été président de l’association cycliste du Liechtenstein.
Édouard von Falz-Fein a milité pour le rapprochement entre l'émigration russe et la nouvelle Russie. Il a financé une grande partie de la recherche sur l'identification des restes de la maison Romanov.
Édouard von Falz-Fein parlait couramment le russe, l'allemand, le français et l'anglais.
Il est décédé tragiquement lors d'un incendie accidentel de sa villa Askania-Nova à Vaduz, le 17 novembre 2018, à l'âge de 106 ans.

### Famille
Édouard von Falz-Fein était, du côté maternel, le petit-fils du général Nicolas Aleksieievitch Epantchine et de Véra Karlovna Koulstrem, fille de l'amiral Karl Féodorovitch Koulstrem et sœur du contre-amiral Serge Karlovitch Koulstrem (gouverneur de Sébastopol).
Et du côté paternel il était le neveu de Friedrich-Jacob Édouardovitch Falz-Fein (de) (1863-1920), créateur d'Askania-Nova en Ukraine (aujourd'hui classée réserve de biosphère par l'UNESCO), le cousin germain du compositeur Nicolas Nabokov (lui-même cousin germain de l'écrivain Vladimir Nabokov) et le cousin du bobeur olympique Edouard Theodor von Falz-Fein (1912-1974).
Sa sœur Thaïs était l'épouse du journaliste Hans Paeschke (1911-1991), rédacteur en chef de la revue intellectuelle  allemande Merkur.

## Distinctions
- Badge « Pour contribution à la coopération internationale »
- Ordre du Mérite, première classe
- Ordre du Prince Iaroslav le Sage, quatrième classe
- Diplôme honoraire du Cabinet des ministres d'Ukraine
- Ordre du Mérite, deuxième classe
- Honored badge of merit of the President of Ukraine
- Ordre de l'Amitié des peuples (1993)
- Russian Federation Presidential Certificate of Gratitude (1998)
- Ordre de l'Honneur (2002)
- Ordre de Saint-Serge de Radonège, 2e classe (2002)
- Médaille commémorative des 300 ans de Saint-Pétersbourg (2003)
- Médaille Pouchkine (2007)
- Ordre de Sainte-Catherine (2012)
- Baron du Liechtenstein
- L'astéroïde (9838) Falz-Fein, nommé en son honneur